# Оливкова пига
Оливкова пига (Snowornis) — рід горобцеподібних птахів родини котингових (Cotingidae). Рід поширений у тропічних лісах Колумбії, Еквадору та Перу.

## Види
Рід містить 2 види:
- Snowornis cryptolophus — пига оливкова
- Snowornis subalaris — пига сірохвоста